# Wahlen 2023
◄◄ | ◄ | 2019 | 2020 | 2021 | 2022 | Wahlen 2023 | 2024 | 2025 | 2026 | 2027

Weitere Ereignisse
Die unten aufgeführten Wahlen fanden im Jahr 2023 statt. Die Liste erhebt keinen Anspruch auf Vollständigkeit.
Ein Teil der aufgeführten Wahlen wurde nicht nach international anerkannten demokratischen Standards durchgeführt. Einige waren Scheinwahlen; es gab auch Wahlbetrug. Oft hatten nicht alle konkurrierenden Kandidaten oder Parteien gleichrangigen Zugang zu den Massenmedien des Landes. Die Pressefreiheit ist in vielen Ländern der Erde eingeschränkt (siehe auch Rangliste der Pressefreiheit).

## Termine
| Land                               | Datum                     | Wahl/Abstimmung | Kontext/Übersicht                                           | Bemerkung                                                                                         |
| ---------------------------------- | ------------------------- | --- | ----------------------------------------------------------- | ------------------------------------------------------------------------------------------------- |
| Benin                              | 8. Jan.                   | Parlamentswahl in Benin | Parlamentswahl in Benin                                     |                                                                                                   |
| Tschechien                         | 13. + 14. Jan.            | erste Runde der Präsidentschaftswahl in Tschechien | Wahlen in Tschechien                                        | [ 1 ]                                                                                             |
| Antigua und Barbuda                | 18. Jan.                  | Parlamentswahl in Antigua und Barbuda | Wahlen in Antigua und Barbuda                               |                                                                                                   |
| Slowakei                           | 21. Jan.                  | Verfassungsreferendum in der Slowakei | Plebiszit in der Slowakei                                   | [ 2 ] [ 3 ] [ 4 ]                                                                                 |
| Tschechien                         | 27. + 28. Jan.            | zweite Runde der Präsidentschaftswahl in Tschechien | Wahlen in Tschechien                                        | [ 5 ]                                                                                             |
| Österreich                         | 29. Jan.                  | Landtagswahl in Niederösterreich | Landtagswahlen in Niederösterreich                          | [ 6 ]                                                                                             |
| Tunesien                           | 29. Jan.                  | zweite Runde der Parlamentswahl in Tunesien | Wahlen in Tunesien                                          | [ 7 ] [ 8 ] [ 9 ]                                                                                 |
| Zypern                             | 5. Feb.                   | Präsidentschaftswahl in der Republik Zypern | Wahlen in der Republik Zypern                               | [ 10 ] [ 11 ]                                                                                     |
| Deutschland                        | 12. Feb.                  | Wahl zum Abgeordnetenhaus von Berlin | Wahlen in Berlin                                            | Wiederholungswahl                                                                                 |
| Schweiz                            | 12. Feb.                  | Wahlen im Kanton Basel-Landschaft | Politik Kanton Basel-Landschaft                             |                                                                                                   |
| Schweiz                            | 12. Feb.                  | Wahlen im Kanton Zürich | Politik Kanton Zürich                                       |                                                                                                   |
| Zypern                             | 12. Feb.                  | Stichwahl der Präsidentschaftswahl in der Republik Zypern                                                                                                  | Wahlen in der Republik Zypern                               | [ 10 ] [ 11 ]                                                                                     |
| Italien                            | 12. Feb. + 13. Feb.       | Regionalwahl in Latium | Regionalwahl in Italien                                     | [ 12 ] [ 13 ]                                                                                     |
| Italien                            | 12. Feb. + 13. Feb.       | Regionalwahl in der Lombardei | Regionalwahl in Italien                                     |                                                                                                   |
| Bangladesch                        | 13. Feb.                  | Präsidentschaftswahl in Bangladesch | Wahlen in Bangladesch                                       |                                                                                                   |
| Dschibuti                          | 24. Feb.                  | Parlamentswahl in Dschibuti | Wahlen in Dschibuti                                         | [ 14 ] [ 15 ] [ 16 ]                                                                              |
| Nigeria                            | 25. Feb.                  | erste Runde der Präsidentschaftswahl in Nigeria | Wahlen in Nigeria                                           | [ 17 ]                                                                                            |
| Österreich                         | 5. Mrz.                   | Landtagswahl in Kärnten | Landtagswahlen in Kärnten                                   | [ 18 ]                                                                                            |
| Deutschland                        | 5. Mrz.                   | Oberbürgermeisterwahl in Frankfurt am Main | Politik Frankfurt am Main                                   |                                                                                                   |
| Deutschland                        | 5. Mrz.                   | Stichwahl der Oberbürgermeisterwahl in Mainz | Politik Mainz                                               |                                                                                                   |
| Estland                            | 5. Mrz.                   | Parlamentswahl in Estland | Wahlen in Estland                                           | [ 19 ]                                                                                            |
| Litauen                            | 5. Mrz.                   | Kommunalwahlen in Litauen und Vilnius | Wahlen in Litauen                                           | [ 20 ]                                                                                            |
| Föderierte Staaten von Mikronesien | 7. Mrz.                   | Kongresswahl in den Föderierten Staaten von Mikronesien 2023                                                                                               | Parlamentswahlen in den Föderierten Staaten von Mikronesien |                                                                                                   |
| Nepal                              | 9. Mrz.                   | Präsidentschaftswahl in Nepal | Wahlen in Nepal                                             | [ 21 ]                                                                                            |
| Nigeria                            | 11. Mrz.                  | Parlamentswahl und zweite Runde der Präsidentschaftswahl in Nigeria                                                                                        | Wahlen in Nigeria                                           | [ 22 ]                                                                                            |
| Deutschland                        | 12. Mrz.                  | Oberbürgermeisterwahl in Kassel | Politik Kassel                                              |                                                                                                   |
| Schweiz                            | 12. Mrz.                  | Ersatzwahl eines st.gallischen Mitglieds des Ständerates                                                                                                   | Politik Kanton St. Gallen                                   |                                                                                                   |
| Niederlande                        | 15. Mrz.                  | Provinzwahlen in den Niederlanden | Wahlen in den Niederlanden                                  | [ 23 ]                                                                                            |
| Kasachstan                         | 19. Mrz.                  | Parlamentswahl in Kasachstan | Wahlen in Kasachstan                                        | [ 24 ]                                                                                            |
| Litauen                            | 19. Mrz.                  | Stichwahlen der Bürgermeisterwahlen in Litauen | Wahlen in Litauen                                           | [ 20 ]                                                                                            |
| Montenegro                         | 19. Mrz.                  | Präsidentschaftswahl in Montenegro | Wahlen in Montenegro                                        | [ 25 ]                                                                                            |
| Deutschland                        | 26. Mrz.                  | Stichwahl der Oberbürgermeisterwahl in Frankfurt am Main                                                                                                   | Politik Frankfurt am Main                                   |                                                                                                   |
| Deutschland                        | 26. Mrz.                  | Stichwahl der Oberbürgermeisterwahl in Kassel | Politik Kassel                                              |                                                                                                   |
| Turkmenistan                       | 26. Mrz.                  | Parlamentswahl in Turkmenistan | Wahlen in Turkmenistan                                      |                                                                                                   |
| Kuba                               | 26. Mrz.                  | Parlamentswahl in Kuba | Wahlen in Kuba                                              | [ 26 ]                                                                                            |
| Deutschland                        | 26. Mrz.                  | Volksentscheid Berlin 2030 klimaneutral | Volksbegehren und Volksentscheide in Berlin                 | [ 27 ]                                                                                            |
| Andorra                            | 2. Apr.                   | Parlamentswahl in Andorra | Wahlen in Andorra                                           | turnusmäßig                                                                                       |
| Bulgarien                          | 2. Apr.                   | Parlamentswahl in Bulgarien | Wahlen in Bulgarien                                         | [ 29 ] [ 30 ] [ 31 ]                                                                              |
| Deutschland                        | 2. Apr.                   | Stichwahl der Oberbürgermeisterwahl in Darmstadt | Politik Darmstadt                                           | [ 32 ]                                                                                            |
| Finnland                           | 2. Apr.                   | Parlamentswahl in Finnland | Wahlen in Finnland                                          | [ 33 ]                                                                                            |
| Italien                            | 2. Apr. + 3. Apr.         | Regionalwahl in Friaul-Julisch Venetien | Regionalwahl in Friaul-Julisch Venetien                     |                                                                                                   |
| Montenegro                         | 2. Apr.                   | Stichwahl der Präsidentschaftswahl in Montenegro | Wahlen in Montenegro                                        |                                                                                                   |
| Japan                              | 9. + 23. Apr.             | Einheitliche Präfektur- & Kommunalwahlen in Japan u. a. Gouverneurswahlen in Hokkaidō, Kanagawa, Osaka Nachwahlen zu beiden Kammern des Nationalparlaments | Wahlen in Japan                                             | [ 34 ]                                                                                            |
| Österreich                         | 23. Apr.                  | Landtagswahl in Salzburg | Landtagswahlen in Salzburg                                  | [ 35 ]                                                                                            |
| Paraguay                           | 30. Apr.                  | Parlaments- und Präsidentschaftswahl in Paraguay | Wahlen in Paraguay                                          | [ 36 ]                                                                                            |
| Usbekistan                         | 30. Apr.                  | Verfassungsreferendum in Usbekistan | Volksabstimmungen in Usbekistan                             | [ 37 ] [ 38 ]                                                                                     |
| Vereinigtes Königreich             | 4. Mai                    | Kommunalwahlen im Vereinigten Königreich | Wahlen im Vereinigten Königreich                            | [ 39 ]                                                                                            |
| Österreich                         | 9. Mai bis 11. Mai        | Wahl zur Österreichischen Hochschülerinnen- und Hochschülerschaft                                                                                          | Wahlen in Österreich                                        |                                                                                                   |
| Mauretanien                        | 13. Mai                   | Parlamentswahl in Mauretanien | Wahlen in Mauretanien                                       | [ 40 ]                                                                                            |
| Albanien                           | 14. Mai                   | Kommunalwahlen in Albanien | Wahlen in Albanien                                          | [ 41 ]                                                                                            |
| Deutschland                        | 14. Mai                   | Bürgerschaftswahl in Bremen | Bürgerschaftswahlen in Bremen                               |                                                                                                   |
| Deutschland                        | 14. Mai                   | Kommunalwahlen in Schleswig-Holstein | Kommunalwahlen in Schleswig-Holstein                        |                                                                                                   |
| Italien                            | 14. Mai + 15. Mai         | Kommunalwahlen in Italien | Kommunalwahlen in Italien                                   |                                                                                                   |
| Thailand                           | 14. Mai                   | Parlamentswahl in Thailand | Wahlen in Thailand                                          | [ 42 ]                                                                                            |
| Türkei                             | 14. Mai                   | Parlamentswahl in der Türkei und Präsidentschaftswahl in der Türkei                                                                                        | Wahlen in der Türkei                                        |                                                                                                   |
| Sierra Leone                       | 20. Mai                   | PCMP-Wahlen in Sierra Leone |                                                             |                                                                                                   |
| Griechenland                       | 21. Mai                   | Parlamentswahl in Griechenland | Wahlen in Griechenland                                      |                                                                                                   |
| Osttimor                           | 21. Mai                   | Parlamentswahl in Osttimor | Wahlen in Osttimor                                          |                                                                                                   |
| Mauretanien                        | 25. Mai                   | zweiter Wahlgang der Parlamentswahl in Mauretanien | Wahlen in Mauretanien                                       | [ 43 ]                                                                                            |
| Türkei                             | 28. Mai                   | Präsidentschaftswahl in der Türkei – Stichwahl | Wahlen in der Türkei                                        |                                                                                                   |
| Spanien                            | 28. Mai                   | Kommunalwahlen in Spanien | Wahlen in Spanien                                           |                                                                                                   |
| Deutschland                        | 31. Mai                   | Sozialwahl | Sozialwahl                                                  | [ 44 ]                                                                                            |
| Lettland                           | 31. Mai                   | Präsidentschaftswahl in Lettland | Präsidentschaftswahl Lettland                               | [ 45 ]                                                                                            |
| Guinea-Bissau                      | 4. Jun.                   | Parlamentswahl in Guinea-Bissau | Wahlen in Guinea-Bissau                                     |                                                                                                   |
| Deutschland                        | 4. Jun.                   | Oberbürgermeisterwahl in Schwerin | Politik Schwerin                                            | [ 46 ]                                                                                            |
| Montenegro                         | 11. Jun.                  | Parlamentswahl in Montenegro | Wahlen in Montenegro                                        |                                                                                                   |
| Schweiz                            | 18. Jun.                  | Volksabstimmung in der Schweiz am 18. Juni | Liste der eidgenössischen Volksabstimmungen                 | [ 47 ] [ 48 ]                                                                                     |
| Sierra Leone                       | 24. Jun.                  | Parlamentswahl (14 Sitze bereits am 20. Mai 2022) und Präsidentschaftswahl in Sierra Leone und Kommunalwahlen                                              | Wahlen in Sierra Leone                                      |                                                                                                   |
| Griechenland                       | 25. Jun.                  | Parlamentswahl in Griechenland | Wahlen in Griechenland                                      |                                                                                                   |
| Guatemala                          | 25. Jun.                  | Parlamentswahl und Präsidentschaftswahl in Guatemala | Wahlen in Guatemala                                         |                                                                                                   |
| Italien                            | 25. Jun. + 26. Jun.       | Regionalwahl in Molise | Regionalwahl in Italien                                     |                                                                                                   |
| Kambodscha                         | 23. Jul.                  | Parlamentswahl in Kambodscha | Wahlen in Kambodscha                                        | [ 49 ]                                                                                            |
| Spanien                            | 23. Jul.                  | Spanische Parlamentswahl | Wahlen in Spanien                                           |                                                                                                   |
| Trinidad und Tobago                | 14. Aug.                  | Kommunalwahlen in Trinidad und Tobago | Wahlen in Trinidad und Tobago                               | [ 50 ]                                                                                            |
| Ecuador                            | 20. Aug.                  | Parlamentswahl und erste Runde der Präsidentschaftswahl in Ecuador                                                                                         | Wahlen in Ecuador                                           |                                                                                                   |
| Ecuador                            | 20. Aug.                  | Referendum über Ölförderung im Yasuní-Nationalpark |                                                             | [ 51 ] [ 52 ] [ 53 ] [ 54 ] [ 55 ] [ 56 ] [ 57 ] [ 58 ] [ 59 ] [ 60 ] [ 61 ] [ 62 ] [ 63 ] [ 64 ] |
| Guatemala                          | 20. Aug.                  | Stichwahl der Präsidentschaftswahl in Guatemala | Wahlen in Guatemala                                         |                                                                                                   |
| Simbabwe                           | 23. Aug.                  | Wahlen in Simbabwe 2023 | Wahlen in Simbabwe                                          |                                                                                                   |
| Gabun                              | 26. Aug.                  | Parlamentswahl in Gabun | Wahlen in Gabun                                             |                                                                                                   |
| Singapur                           | 1. Sep.                   | Präsidentschaftswahl in Singapur | Wahlen in Singapur                                          |                                                                                                   |
| Malediven                          | 9. Sep.                   | Präsidentschaftswahl auf den Malediven | Wahlen auf den Malediven                                    | [ 65 ]                                                                                            |
| Russland                           | 10. Sep.                  | Nachwahlen, Gouverneurswahlen und Regionalwahlen in Russland                                                                                               | Wahlen in Russland                                          |                                                                                                   |
| Norwegen                           | 11. Sep.                  | Kommunal- und Fylkestingswahlen | Wahlen in Norwegen                                          |                                                                                                   |
| Eswatini                           | 29. Sep.                  | Parlamentswahl | Wahlen in Eswatini                                          |                                                                                                   |
| Slowakei                           | 30. Sep.                  | Nationalratswahl in der Slowakei | Wahlen in der Slowakei                                      | vorgezogene Neuwahl                                                                               |
| Malediven                          | 30. Sep.                  | Präsidentschaftswahl auf den Malediven (zweite Runde) | Wahlen auf den Malediven                                    | [ 67 ]                                                                                            |
| Deutschland                        | 8. Okt.                   | Landtagswahl in Bayern | Landtagswahlen in Bayern                                    |                                                                                                   |
| Deutschland                        | 8. Okt.                   | Landtagswahl in Hessen | Landtagswahlen in Hessen                                    |                                                                                                   |
| Luxemburg                          | 8. Okt.                   | Kammerwahl in Luxemburg | Wahlen in Luxemburg                                         |                                                                                                   |
| Liberia                            | 10. Okt.                  | Präsident, Parlament sowie halber Senat | Wahlen in Liberia                                           |                                                                                                   |
| Vereinigtes Königreich             | 12. Okt.                  | Parlamentswahl in Gibraltar | Wahlen in Gibraltar                                         | turnusmäßig                                                                                       |
| Neuseeland                         | 14. Okt.                  | Parlamentswahl in Neuseeland | Wahlen in Neuseeland                                        |                                                                                                   |
| Finnland                           | 15. Okt.                  | Parlamentswahl in Åland | Wahlen in Åland                                             | turnusmäßig                                                                                       |
| Polen                              | 15. Okt.                  | Parlamentswahl und Referendum in Polen | Wahlen in Polen                                             | [ 68 ] [ 69 ] [ 70 ] [ 71 ] [ 72 ]                                                                |
| Ecuador                            | 15. Okt.                  | zweite Runde der Präsidentschaftswahl in Ecuador | Wahlen in Ecuador                                           |                                                                                                   |
| Italien                            | 22. Okt.                  | Landtagswahl in Südtirol | Landtagswahl in Südtirol                                    |                                                                                                   |
| Italien                            | 22. Okt.                  | Landtagswahl im Trentino | Landtagswahl im Trentino                                    |                                                                                                   |
| Argentinien                        | 22. Okt.                  | Präsidentschafts- und Parlamentswahlen in Argentinien | Wahlen in Argentinien                                       |                                                                                                   |
| Schweiz                            | 22. Okt.                  | Schweizer Parlamentswahl | Schweizer Parlamentswahlen                                  | [ 48 ]                                                                                            |
| Osttimor                           | 28. Okt.                  | Kommunalwahlen in Osttimor | Kommunalwahl in Osttimor                                    |                                                                                                   |
| Bulgarien                          | 29. Okt.                  | 1. Runde der Kommunalwahlen in Bulgarien | Wahlen in Bulgarien                                         |                                                                                                   |
| Ukraine                            | 29. Okt.                  | Parlamentswahl in der Ukraine (verschoben) | Parlamentswahlen in der Ukraine                             | wegen Kriegsrechts verschoben                                                                     |
| Oman                               | 29. Okt.                  | Parlamentswahl in Oman | Wahlen in Oman                                              | nicht frei; das Parlament hat keine Macht                                                         |
| Bulgarien                          | 5. Nov.                   | Stichwahl der Kommunalwahlen in Bulgarien | Wahlen in Bulgarien                                         |                                                                                                   |
| Liberia                            | 7. Nov.                   | Präsident (2. Runde) | Wahlen in Liberia                                           |                                                                                                   |
| Madagaskar                         | 16. Nov.                  | Erster Wahlgang der Präsidentschaftswahl in Madagaskar | Wahlen in den Madagaskar                                    | ursprünglich am 9. geplant, um eine Woche verschoben nach Unruhen; Stichwahl am 20. Dezember      |
| Argentinien                        | 19. Nov.                  | 2. Runde der Präsidentschaftswahlen in Argentinien | Wahlen in Argentinien                                       |                                                                                                   |
| Marshallinseln                     | 22. Nov.                  | Parlamentswahl in den Marshallinseln und Verfassungsreferendum                                                                                             | Politik auf den Marshallinseln                              |                                                                                                   |
| Niederlande                        | 22. Nov.                  | Parlamentswahl in den Niederlanden | Wahlen in den Niederlanden                                  |                                                                                                   |
| Bhutan                             | 30. Nov. und 9. Jan. 2024 | Parlamentswahl in Bhutan | Wahlen in Bhutan                                            | von April auf November verschoben                                                                 |
| Deutschland                        | 3. Dez.                   | Oberbürgermeister-Wahl im Ulm | Politik (Ulm)                                               | [ 76 ] [ 77 ] [ 78 ]                                                                              |
| Ägypten                            | 10.–12. Dez.              | Präsidentschaftswahl in Ägypten 2023 | Wahlen in Ägypten                                           |                                                                                                   |
| Serbien                            | 17. Dez.                  | Parlaments- und Kommunalwahlen in Serbien | Wahlen in Serbien                                           |                                                                                                   |
| Tschad                             | 17. Dez.                  | Verfassungsreferendum im Tschad |                                                             | [ 79 ]                                                                                            |
| Chile                              | 17. Dez.                  | Plebiszit in Chile |                                                             | [ 80 ] [ 81 ]                                                                                     |
| Deutschland                        | 17. Dez.                  | Stichwahl der Oberbürgermeister-Wahl im Ulm | Politik (Ulm)                                               | [ 82 ] [ 83 ] [ 84 ] [ 85 ] [ 86 ]                                                                |
| Demokratische Republik Kongo       | 20. Dez.                  | Präsidentschafts- und Parlamentswahl in der Demokratischen Republik Kongo                                                                                  | Wahlen in der Demokratischen Republik Kongo                 |                                                                                                   |

### Wahlen zu mehreren Terminen
| Staat       | Staat   | Wahl/Abstimmung                     | Kategorie                    |
| ----------- | ------- | ----------------------------------- | ---------------------------- |
| Deutschland | Sachsen | Bürgermeisterwahlen in Sachsen 2023 | Bürgermeisterwahl in Sachsen |